# Raúl Sendic
Raúl Sendic Antonaccio (Flores, 26 de març de 1925 - París, 28 d'abril de 1989) fou un polític uruguaià, membre fundador del Moviment d'Alliberament Nacional - Tupamaros i un destacat guerriller durant els anys 1960.

## Biografia
Sendic va ser empresonat i torturat durant la dictadura militar uruguaiana i va tenir un paper important dintre dels moviments d'esquerra de la coalició política del Front Ampli. Va néixer a Chamangá, un paratge rural al sud-est del departament de Flores, essent el cinquè fill del matrimoni format per Victoriano Sendic i Amalia Antonaccio.
Es va graduar de procurador i es va traslladar a la ciutat de Paysandú per a exercir la professió. És considerat una figura destacada de la guerrilla urbana a l'Uruguai i la seva imatge ha estat associada sempre a l'esquerra extrema del país.
Raúl Sendic va morir el 28 d'abril de 1989 a París, França, on es trobava atenent-se de la malaltia de Charcot-Marie-Tooth (semblant a una esclerosi lateral amiotròfica).
El seu fill Raúl és Vicepresident de l'Uruguai.